# Jin Eun-young
Det här är en artikel om en person med koreanskt personnamn; Jin är familjenamnet.
Jin Eun-young, född 1970 i Daejeon, är en sydkoreansk poet och filosof. Hon har fram till och med 2018 kommit med tre diktsamlingar och två böcker om filosofi. Hon anses presentera beskrivningar av vardagliga ämnen med en ny känslighet.

## Biografi

### Bakgrund
Jin Eun-young föddes i Daejeon 1970. Hon tog flera examina i filosofi vid Seoul-baserade Ewha Womans University och skrev sin doktoravhandling i ämnet Nichewa chaiui cheorak ('Nietzsche och olikhetens filosofi'). 
Jins litterära debut kom år 2000. Det skedde via publiceringen av "Keodaran changoga itneun jip" (커다란 창고가 있는 집, 'Huset med det stora skjulet') och tre andra av hennes dikter i vårnumret av tidningen Literature an Society.

### Karriär
Fram till och med 2018 har hon publicerat tre diktsamlingar. Den första var Ilgop gaeui daneoro dwen sajeon (일곱 개의 단어로 된 사전, 'En ordbok av sju ord') från 2003. Därefter följde Urineun maeilmaeil (우리는 매일매일, 'Varje dag, vi') 2008 och 2012 års Humcheoganeun norae (훔쳐가는 노래, 'Stöld av sång'.
Som medlem av Suyu Neomeo, en forskargrupp bestående av kulturvetare, har Jin författat två böcker om filosofi. Dessa är Sunsuiseongbipan, iseongeul beopjeonge seuda (순수이성비판, 이성을 법정에 세우다, 'Kritik av rent förnuft: ta förnuftet till domstol') från 2004 och Niche, yeongweonhwegiwa chaieui cheolhak (니체, 영원회귀와 차이의 철학, 'Nietzsche, den eviga återkomsten och olikhetens filosofi' från 2007.
2008 trycktes hennes tidningsartikel "Gamgakjeogin geosui bunbae: 2000 nyeondae sie daehayeo" (감각적인 것의 분배: 2000년대 시에 대하여, 'Det vettigas distribution: Om 2000-talets poesi'). Artikeln vållade uppståndelse genom sin beskrivning av kopplingarna mellan poesi och politik, i Jacques Rancières efterföljd. Jim har senare återkommit till artikeln i sin bok Munhagui atopos (문학의 아토포스, 'Litteraturens atopos') från 2014.
2017 verkade hon som lärare vid Koreas Counseling Graduate University.

### Författarskap
Jin har som poet blivit känd för att bland annat porträttera välbekanta och vardagliga ämnen med en ny sorts känslighet. Med sina två yrkesmässiga sidor – poet och filosof – uppfattar hon både de romantiska och de realistiska sidorna av båda yrken och kan uttrycka dem genom sin konst. Hennes dikter är ofta korta, eftersom hon anses föredra hur ordknappheten skapar en kraftfull känslomässig upplevelse; hon är mindre intresserad av att bringa ett särskilt budskap till sina läsare.
Litteraturkritikerna Lee Gwang-ho har noterat att Jins poesi "trotsar den sentimentala konformiteten hos 1990-talets dikter, och förs fram med den dova viskningen och spänstiga rösten hos ett poetiskt uttryck som ännu inte blivit institutionaliserat." Lee refererar där till hur Jins poesi går tvärt emot den nutida sensibiliteten. 
Jin skapar ofta synestetiska metaforer som inte är anpassade till något särskilt sinne. Hennes metaforer försöker inte att lära läsarna någots inneboende essens; snarare ger de läsarna en möjlighet att fångas av en märklig och undanglidande känsla. Detta är orsaken till att Jins poesi uppmärksammats för sin lekfulla oskyldighet, gränslösa fantasi, och kraften i en otyglad tanke.
Medan ovanstående karakteristik gäller Jins poesi i allmänhet, inkluderar hennes tredje diktsamling Humcheoganeun norae ett stort antal dikter som kombinerar sociologisk fantasi med politisk poesi. Redan före skrivandet av dikterna i samlingen försökte Jin sig på att hitta vägar till att diskutera sociala frågor, utan att behöva skriva dikter som väcker uppseende med någon naken kritik av samhället hon lever i. I denna diktsamling beskriver Jin ärren och motsättningarna i vår värld genom okonvetionella metaforer.

## Utmärkelser, betydelse
Jin Eun-young har fått motta flera olika litterära priser, inklusive Hyundae litteraturpris, Cheon Sang-byeong-poesipriset och Daesans litteraturpris.
Jins debut skedde parallellt med en mängd poeter och författare ur en ny generation – de flesta av dem kvinnor. Det är inte minst denna unga grupp kvinnor som numera placerat Sydkorea på den litterära världskartan. Många av dem – inklusive Jin Eun-young själv – besökte 2019 Bokmässan i Göteborg, där Sydkorea var gästland och ett av huvudnumren.

### Diktsamlingar
- 《일곱 개의 단어로 된 사전》('En ordbok av sju ord'; 문학과지성사/Moonji, 2003)
- 《우리는 매일매일》('Varje dag, vi'; 문학과지성사/Moonji, 2008) ISBN 978-89-320-1882-9
- 훔쳐가는 노래 ('Stöld av sång'; 창비/Changbi, 2012)

### Böcker om filosofi
- 《순수이성비판, 이성을 법정에 세우다》('Kritik av rent förnuft: ta förnuftet till domstol'; 그린비/Greenbee, 2004)
- 《니체, 영원회귀와 차이의 철학》'Nietzsche, den eviga återkomsten och olikhetens filosofi'; 그린비/Greenbee, 2007)